# Varanus marmoratus
Varanus marmoratus là một loài thằn lằn trong họ Varanidae. Loài này được Wiegmann mô tả khoa học đầu tiên năm 1834.